# 船越村 (新潟県)
船越村（ふなこしむら）は、かつて新潟県西蒲原郡にあった村。1901年11月1日の合併によって消滅し、現在は新潟市西蒲区の一部となっている。
以下の記述は合併直前当時の旧船越村に関しての記述であり、現在では名称等が異なる場合がある。なお、ここに記述されていない内容に関しては新潟市などの記事を参照。

## 沿革
- 1889年（明治22年）4月1日 - 町村制施行に伴い西蒲原郡猿ヶ瀬村、久保田村、南谷内村、夏井村、北野村、西中村、西長島村、横曽根村、潟上村、新谷村、油島村、西船越村、高畑村、植野新田村が合併し、船越村が発足。
- 1901年（明治34年）11月1日 - 西蒲原郡岩室村、石瀬村と合併し、岩室村を新設して消滅。

## 地域
船越村は、合併した村名を継承する以下の大字で構成される。
猿ヶ瀬（さるがせ）

1889年（明治22年）まであった猿ヶ瀬村の区域。現在の新潟市西蒲区猿ヶ瀬。
久保田（くぼた）

1889年（明治22年）まであった久保田村の区域。現在の新潟市西蒲区久保田。
南谷内（みなみやち）

1889年（明治22年）まであった南谷内村の区域。現在の新潟市西蒲区南谷内。
夏井（なつい）

1889年（明治22年）まであった夏井村の区域。現在の新潟市西蒲区夏井。
北野（きたの）

1889年（明治22年）まであった北野村の区域。現在の新潟市西蒲区北野。
西中（にしなか）
1889年（明治22年）まであった西中村の区域。現在の新潟市西蒲区西中。
西長島（にしながしま）
1889年（明治22年）まであった西長島村の区域。現在の新潟市西蒲区西長島。
横曽根（よこぞね）

1889年（明治22年）まであった横曽根村の区域。現在の新潟市西蒲区横曽根。
潟上（かたがみ）

1889年（明治22年）まであった潟上村の区域。現在の新潟市西蒲区潟上。
新谷（あらや）

1889年（明治22年）まであった新谷村の区域。現在の新潟市西蒲区新谷。
油島（あぶらじま）

1889年（明治22年）まであった油島村の区域。現在の新潟市西蒲区油島。
西船越（にしふなこし）

1889年（明治22年）まであった西船越村の区域。現在の新潟市西蒲区西船越。
高畑（たかばたけ）

1889年（明治22年）まであった高畑村の区域。現在の新潟市西蒲区高畑。
植野新田（うえのしんでん）

1889年（明治22年）まであった植野新田村の区域。現在の新潟市西蒲区植野新田。